# Maximilian Brantl
Maximilian Brantl (Pseudonym: Maximilian Brand; * 19. November 1881 in München; † 6. Oktober 1951 in Prien am Chiemsee) war ein deutscher Schriftsteller und Jurist.

## Leben
Er war das älteste von vier Kindern des Hof- und Universitätsoptikers Franz Xaver Brantl und dessen Frau Franziska Josefa geb. Buchner, die Inhaber der 1801 gegründeten Firma Nikolaus Buchner in München waren. Nach der Domvolksschule in München besuchte er von 1891 bis 1900 das Humanistische Benediktinergymnasium in Metten (Niederbayern); während dieser Zeit begann er sich literarisch zu betätigen, und bereits 1898 erschienen in einem Lokalblatt erste Gedichte. Von 1900 bis 1904 studierte er in München, Berlin und Würzburg die Fächer Rechts- und Staatswissenschaft, und nach dem Referendariat wurde er 1908 als Rechtsanwalt zugelassen, wobei er sich auf Urheberrecht und Handelsrecht spezialisiert; in diesem Jahr promovierte er auch. In den folgenden Jahren entstanden neben dieser Tätigkeit zahlreiche literarische Schriften. Von 1916 bis 1918 war er zum Militär eingezogen, konnte aber in München bleiben, wo er bei der Militärgerichtsbarkeit eingesetzt wurde. 1919 übernahm er eine Anwaltspraxis in Prien am Chiemsee, die er mit kurzen Unterbrechungen bis 1931 betrieb, und erwarb dort 1921 ein Haus und heiratete 1922. Nach 1933 begann er sich wieder verstärkt literarischen Aktivitäten zu widmen, von denen das Meiste aber erst nach 1945 erschien. 
Bedeutung erlangte Brantl auch durch die Freundschaft mit Hans Carossa, Franziska von Reventlow, Heinrich Mann und vor allem mit Thomas Mann, den er auch anwaltlich vertrat. Sein Briefwechsel mit Thomas Mann erstreckt sich über den langen Zeitraum von 1909 bis 1951.